# Die währungspolitischen Beschlüsse von Maastricht: Eine Gefahr für Europa
Die währungspolitischen Beschlüsse von Maastricht: Eine Gefahr für Europa ist der Titel eines am 11. Juni 1992 veröffentlichten eurokritischen Manifests deutscher Wirtschaftswissenschaftler. Sie wandten sich gegen die Zeitplanung zur Einführung einer Europäischen Wirtschafts- und Währungsunion, die kurz zuvor im Vertrag von Maastricht von den europäischen Staats- und Regierungschefs festgelegt worden war.

## Inhalt
Die Initiatoren Renate Ohr, zu der Zeit Professorin für Außenwirtschaft an der Universität Hohenheim, und Wolf Schäfer, damals Professor für Volkswirtschaftslehre an der Universität der Bundeswehr Hamburg, warnten mit diesem Manifest vor einer aus ihrer Sicht überhasteten und fehlerhaften Einführung einer europäischen Gemeinschaftswährung. Unterschrieben wurde das Manifest von 62 deutschen Professoren der Wirtschaftswissenschaften.
Das Manifest wurde in der Frankfurter Allgemeinen Zeitung unter dem Titel Die EG-Währungsunion führt zur Zerreißprobe veröffentlicht.
Im Manifest wird die Idee einer Währungsunion zwar nicht grundsätzlich abgelehnt, aber die im Vertrag von Maastricht zur Erreichung des Ziels vorgesehenen Maßnahmen werden als unzureichend oder falsch angesehen. Angemerkt wird zunächst, dass für eine Währungsunion eine dauerhafte Angleichung der Wirtschaftsstrukturen nötig sei. Um dies zu gewährleisten, sei daher auch eine Überprüfung über einen gewissen Zeitraum hinweg nötig und nicht eine Überprüfung an einem willkürlich festgelegten Stichtag. Auch die zu diesem Zweck vereinbarten EU-Konvergenzkriterien, etwa die relative Preisniveaustabilität, seien nicht ausreichend und ein Bestehen auf deren konsequente Einhaltung sei aus politischen Gründen sowieso fraglich. Prognostiziert wird, dass die Europäische Zentralbank ihr Hauptziel, die Preisstabilität, nicht durchsetzen werde, aufgrund unterschiedlicher nationaler Eigeninteressen; einen europaweiten Konsens, Preisstabilität als Priorität zu betrachten, gebe es nicht. Die Professoren warnen ferner vor drohender Arbeitslosigkeit und „hohe[n] Transferzahlungen im Sinne eines ‚Finanzausgleichs‘“, da die ökonomisch schwächeren Länder dem neuen Konkurrenzdruck nicht gewachsen seien. Grundsätzlich solle ein wirtschaftlich, sozial und interessenpolitisch einiges Europa die Voraussetzung (und nicht das Ziel) einer Gemeinschaftswährung sein, da andernfalls starke ökonomische Spannungen entstünden. Diese könnten sogar „zu einer politischen Zerreißprobe führen [...] und damit das Integrationsziel gefährden“.

## Liste der Unterzeichner
Die Unterzeichner waren folgende Professoren der Wirtschaftswissenschaften:
- Ulrich Baßeler
- Dieter Bender
- Hartmut Berg
- Norbert Berthold
- Reinhold Biskup
- Rolf Caesar
- Wolfgang Cezanne
- Dietrich Dickertmann
- Dieter Duwendag
- Hans-Hermann Francke
- Wilfried Fuhrmann
- Günter Gabisch
- Otto Gandenberger
- Abdul Ghanie Ghaussy
- Herbert Giersch
- Heinz Grossekettler
- Harald Hagemann
- Karl-Heinrich Hansmeyer
- Karl-Hans Hartwig
- Rolf Hasse
- Klaus Herdzina
- Franz Holzheu
- Lothar Hübl
- Harald Jürgensen
- Dietmar Kath
- Wim Kösters
- Franz Peter Lang
- Hans Otto Lenel
- Helga Luckenbach
- Klaus Mackscheidt
- Manfred J. M. Neumann
- Peter Oberender
- Renate Ohr
- Hans-Georg Petersen
- Reinhard Pohl
- Rudolf Richter
- Klaus Rose
- Gerhard Rübel
- Bert Rürup
- Wolf Schäfer
- Karl Schiller
- Hans-Jürgen Schmahl
- Ingo Schmidt
- Dieter Schmidtchen
- Jürgen Schröder
- Jochen Schumann
- Axel Sell
- Friedrich L. Sell
- Jürgen Siebke
- Heinz-Dieter Smeets
- Johann Heinrich von Stein
- Gunter Steinmann
- Jörg Thieme
- Roland Vaubel
- Hans-Jürgen Vosgerau
- Christian Watrin
- Johannes Welcker
- Robert von Weizsäcker
- Eberhard Wille
- Manfred Willms
- Artur Woll
- Werner Zohlnhöfer

## Rezeption
Die Intervention der Professoren löste zwar lebhafte Diskussionen aus, blieb politisch aber erfolglos, ebenso wie ein zweites Manifest aus dem Kreis der Unterzeichner, mit gleicher Stoßrichtung unter dem Titel Der Euro kommt zu früh. Dieses wurde im Februar 1998 – kurz vor der geplanten Umsetzung der Wirtschafts- und Währungsunion – ebenfalls in der FAZ veröffentlicht und von 155 Professoren unterzeichnet.
Die Linie der Politik, der Wirtschaft und der Banken traf eher ein anderer Aufruf im August 1997, verfasst von den Wirtschaftswissenschaftlern Peter Bofinger, Claus Köhler, Lutz Hoffmann und Gerold Krause-Junk und unterzeichnet von 58 Universitätsprofessoren. Sie forderten einen pünktlichen Start der Währungsunion.